# Мост (кратки филм)
„Мост ” је југословенски кратки филм из 1966. године. Режирао га је Бошко Вучинић а сценарио су написали Татјана Павишић и Бошко Вучинић.

## Улоге
| Глумац          | Улога |
| --------------- | ----- |
| Раде Марковић   |       |
| Милутин Мићовић |       |
| Дина Рутић      |       |